# Simpson Horror Show V
Le Simpson Horror Show V (France) ou Spécial d'Halloween V (Québec) (Treehouse of Horror V) est le 6e épisode de la saison 6 de la série télévisée d'animation Les Simpson.

## Synopsis

### Introduction
Marge avertit le public de l'horreur de ce programme. Elle est interrompue par un technicien qui lui donne un communiqué du ministère de la culture. Ce dernier refuse de montrer cet épisode et programme à la place le film La Ruée vers l'Ouest avec Glenn Ford. Quelques images du film apparaissent et puis il est interrompu brusquement par un écran noir. Bart prend le contrôle de la transmission par des ondes radio. Homer casse l'ambiance en s'amusant avec les ondes.

### The Shinning
Alors que les Simpson sont en voiture, Marge demande si Homer a fermé la porte d'entrée sauf que ce dernier a oublié. Le lendemain, même scène, Marge demande si Homer a fermé la porte de derrière, mais Homer oublie de nouveau. Le surlendemain, même scène, Lisa fait remarquer qu'ils ont oublié Grand-père dans l'indifférence. La famille arrive dans la demeure de M. Burns, qu'ils doivent garder. Burns s'en va en emportant la bière et en coupant la télévision, et Smithers lui fait remarquer que c'est peut-être à cause de cela que les précédents gardiens se sont entretués. Ressentant de plus en plus le manque de bière, Homer devient fou et tombe dans l'escalier en essayant de tuer Marge avec une hache. Marge l'enferme dans la cave mais le fantôme de Moe l'en sort. Homer détruit tout avec une hache et poursuit sa famille. Bart appelle Willie grâce à son pouvoir (le « shinning ») mais il est tué aussitôt par Homer d'un coup de hache dans le dos. Il poursuit sa famille dehors, mais il est calmé par la télévision portable de Willie le jardinier. La famille reste congelée et est condamnée à regarder une émission insupportable. Homer retrouve alors ses pulsions meurtrières…

### Temps & Châtiments(Time and Punishement)
Homer tente de réparer son grille-pain qu'il a abîmé en enlevant sa main qui était coincée dedans. Pour vérifier son fonctionnement, il met un toast dedans. L'effet produit est l'arrivée d'Homer dans une autre époque, celle des dinosaures. Il réussit à rentrer dans son époque, mais en tuant un moustique dans le passé, il a modifié le présent. À la suite de ce changement, les Simpson sont des esclaves de Flanders, devenu maître du monde ! Homer est aussitôt envoyé dans un centre de rééducation. Sur le point de subir une lobotomie, Homer décide de retourner dans le passé. Mais il refait encore une erreur en tuant un poisson, en conséquence, les humains deviennent géants ! Retour dans le passé, Homer tue des dinosaures. Il se retrouve dans une maison luxueuse, où sa famille mène la grande vie, mais lorsqu'il demande à Marge un donut, elle ne sait pas ce que c'est (en réalité dans ce monde il pleut des donuts, mais on ne s'en rend compte seulement une fois qu'Homer, horrifié, est reparti dans le passé). Puis il arrive dans un monde où Willie lui dit qu'il n'est toujours pas dans son monde et qu'il peut le ramener. Mais il est tué d'un coup de hache dans le dos par Maggie, qui dit d'une voix grave que ce monde est très inquiétant...
Et ainsi de suite, Homer retrouve un igloo, un supermarché, une chaussure, un sphinx ... comme maison (notez parmi elles la présence discrète de la maison des Pierrafeu). Finalement, il retrouve son monde... à un détail près : les gens mangent en projetant dans leur assiette une longue langue fourchue (comme des lézards, bien sûr)... mais Homer s'en contente.

### Cauchemar à la caféteria(Nightmare Cafetaria)
À l'école, Bart est envoyé dans la salle de retenue. À cause de la « surpopulation carcérale », Skinner l'envoie à la cafétéria. Dans le même temps, la cuisinière, Mme Doris n'a plus de viande. Jimbo est envoyé en cuisine pour aider Doris. Plus tard la cantine sert un nouveau plat... le Big Jimbo. D'autres enfants commencent à disparaître. L'école est devenue un abattoir d'élèves et les professeurs sont cannibales. Il ne reste plus que cinq élèves dans l'école. Bart, Lisa et Milhouse décident de fuir, avant d'être mangés. Doris les poursuit. Willie arrive pour les sauver, mais il meurt d'un coup de hache dans le dos que lui donne Skinner. Les trois enfants se retrouvent au bord d'un hachoir géant dans lequel tombe Milhouse, puis eux deux. Finalement, Bart se réveille.

### Scène finale
Les Simpson, dépecés par un gaz jaunâtre et la chair à vif, font un spectacle et chantent.

## Invités
- James Earl Jones prête sa voix à Maggie d'un univers parallèle dans Temps & Châtiments.